# 梅辰どんぶり亭
『梅辰どんぶり亭』（うめたつどんぶりてい）は、日本テレビ系列局（22局のみ）で特別番組として放送されていた中京テレビ製作の旅番組・料理バラエティ番組。全8回。

## 概要
芸能界屈指の料理自慢・梅宮辰夫が世界各地へと飛び立ち、日本独自の食文化である丼料理を現地の人々に食べてもらっていた特別番組である。飯の上に乗せる具には現地にある食材のみを用いるというルールがあり、梅宮をサポートする共演者たちは毎回食材探しと屋台作りに奔走させられていた。そして、全員が協力しあって作り上げたオリジナル丼を現地の人々に食べてもらい、一定以上の人数から満足の返事が得られないと梅宮は罰ゲームを課せられるという主旨で行われていた。
この番組は、同じく中京テレビ製作の『トヨタECOスペシャル』シリーズと同様に年に1回のペースで放送されていた。しかし、梅宮が2019年12月12日（木曜日）午前7時40分に逝去したため2006年8月12日に放送されたウルムチロケの回が事実上最後となった。

## 放送リスト
放送日時は全て日本標準時。

### 第1弾
- タイトル - 『梅辰どんぶり亭』
- 放送日時 - 1998年

### 第2弾
- タイトル - 『灼熱! タイ王国で本日開店!! 梅辰どんぶり亭』
- 放送日時 - 1999年4月29日（木・祝日） 16:00 - 17:25

### 第3弾
- タイトル - 『突撃! 梅辰どんぶり亭 メキシコで新装開店!』
- 放送日時 - 2000年7月29日（土） 15:30 - 16:55
- プロデューサー - 出川哲朗
- 宣伝担当 - 原田大二郎
- アシスタント - 岩崎ひろみ

### 第4弾
- タイトル - 『イタリアで真剣勝負!! 開店! 梅辰どんぶり亭』
- 放送日時 - 2001年4月30日（月） 16:00 - 17:25
- プロデューサー - 高田純次
- 食材調達 - 出川哲朗
- アシスタント - 山田まりや

### 第5弾
- タイトル - 『激安屋台と真っ向勝負 梅辰どんぶり亭! 台湾』
- 放送日時 - 2003年2月9日（日） 15:00 - 16:25
- 営業部長 - 萩原流行
- 営業部員 - 西村知美
- 食材調達 - 出川哲朗
- アシスタント - 山川恵里佳

### 第6弾
- タイトル - 『出撃! 梅辰どんぶり亭 パプアニューギニア』
- 放送日時 - 2004年1月25日（日） 15:00 - 16:25

### 第7弾
- タイトル - 『美食の楽園&極上食材 開店! 梅辰どんぶり亭 ニュージーランドSP』
- 放送日時 - 2005年8月7日（日） 15:00 - 16:25
- 営業部長 - 高田純次
- 食材調達 - 出川哲朗
- アシスタント - 根本はるみ

### 第8弾
- タイトル - 『シルクロード大遠征 進め! 梅辰どんぶり亭（ウルムチ）』
- 放送日時 - 2006年8月12日（土） 15:30 - 16:55
- 営業部長 - 高田純次
- 食材調達 - 出川哲朗
- アシスタント - 浅香唯

## スタッフ
- ナレーター - 羽佐間道夫、呑山仁奈子
- プロデューサー - 佐藤和之
- チーフプロデューサー - 安部田公彦
- 制作協力 - スペード・ワン